# Nordhausen

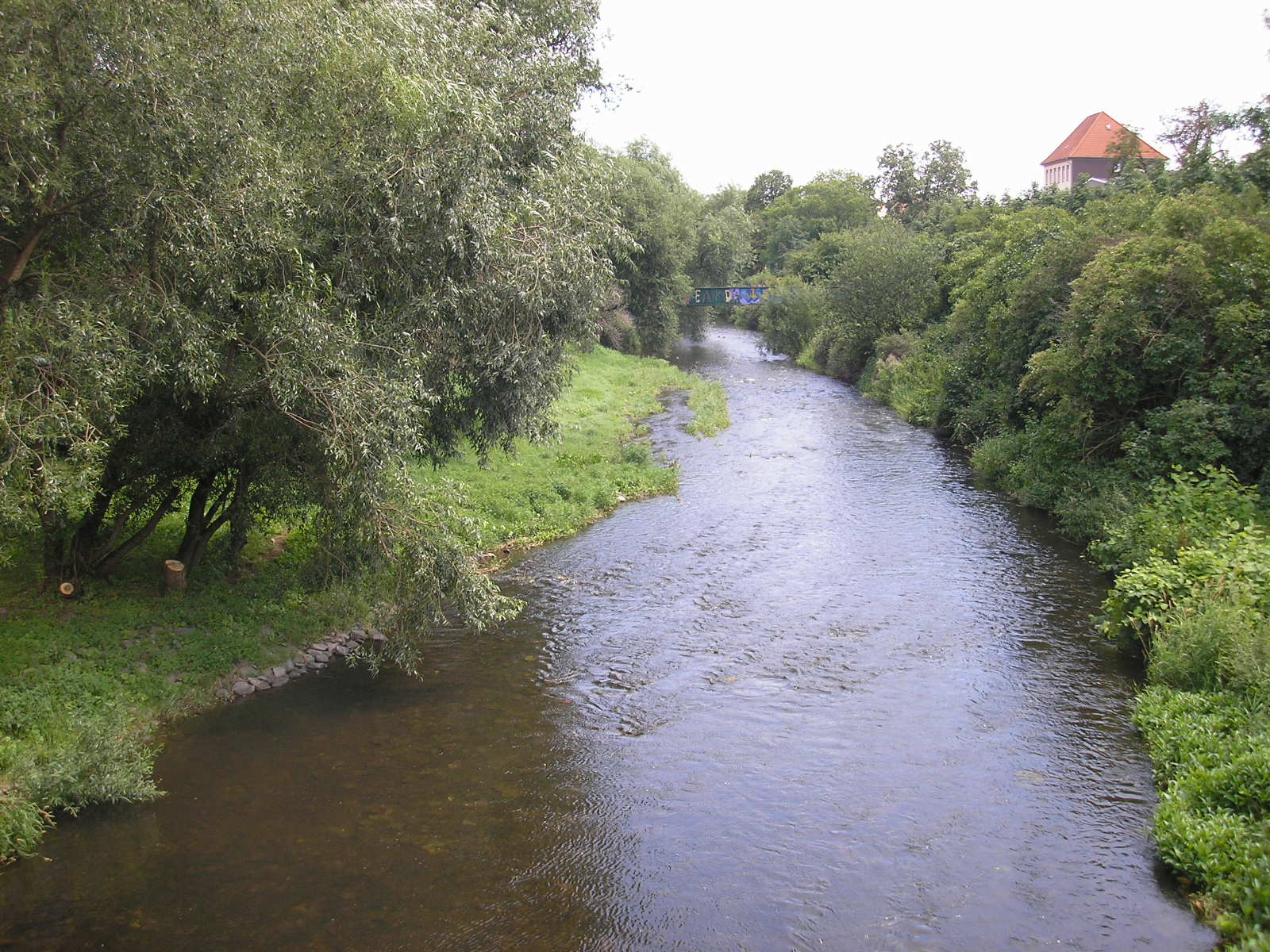
Sông Zorge ở Nordhausen

Nordhausen là thành phố nằm ở phía bắc của bang tự do Thüringen, nước Đức, bên bờ sông Zorge và phía nam dãy Harz. Nordhausen là thủ phủ của tỉnh cùng tên, đồng thời cũng là thành phố lớn nhất của tỉnh này. Trong quy hoạch của toàn bang, Nordhausen giữ vai trò như một trung tâm cỡ vừa. Tuy nhiên, về một số mặt, thành phố này lại là trung tâm chính của Thüringen.
Cùng với Mühlhausen, Nordhausen là một thành phố tự trị của bang Thüringen mãi cho tới năm 1802. Tháng 8 năm 1943, trại tập trung Dora-Mittelbau được xây dựng ở phía tây bắc của thành phố. Trong trại tập trung này, 60.000 lao động khổ sai đã bí mật sản xuất loại tên lửa V-2. Một trận ném bom của không quân Anh đã phá hủy gần như toàn bộ thành phố vào tháng 4 năm 1945.
Công trình kiến trúc nổi tiếng nhất của Nordhausen là nhà thờ lớn Zum Heiligen Kreuz được xây dựng từ năm 1220 với những nét kiến trúc La Mã và Gothic. Ngoài ra, thành phố còn nổi tiếng với ngành công nghiệp sản xuất rượu.
Một tuyến của hệ thống đường sắt khổ hẹp Harzer được bắt đầu từ Nordhausen. Tuyến đường sắt này cũng được kết nối với hệ thống xe điện nội đô. 
Cơ sở đào tạo nổi tiếng nhất của Nordhausen là trường đại học khoa học ứng dụng Nordhausen.

## Địa lý

### Vị trí địa lý
Nordhausen nằm ở phía nam dãy Harz. Sông Zorge chảy xuyên qua thành phố và có tổng cộng 14 cây cầu bắc qua con sông này. Điểm quần cư ban đầu của thành phố (bây giờ là khu phố cổ Nordhausen) nằm trên một gò đất thoai thoải ở phía tây nam, ven sông Zorge.

### Các khu vực của thành phố
- Bielen (dân số khoảng 1.370 người)
- Herreden (dân số khoảng 515 người) và Hochstedt (dân số khoảng 75 người)
- Hesserode (dân số khoảng 660 người)
- Hörningen (dân số khoảng 300 người)
- Leimbach và Kloster Himmelgarten (dân số khoảng 900 người)
- Petersdorf (dân số khoảng 340 người)
- Rodishain (dân số khoảng 280 người)
- Steigerthal (dân số khoảng 400 người)
- Steinbrücken (dân số khoảng 240 người)
- Stempeda (dân số khoảng 300 người)
- Sundhausen (dân số khoảng 1.200 người)
- Nordhausen và Krimderode, Salza, Niedersalza, Rüdigsdorf (dân số khoảng 38.000 người)

## Lịch sử

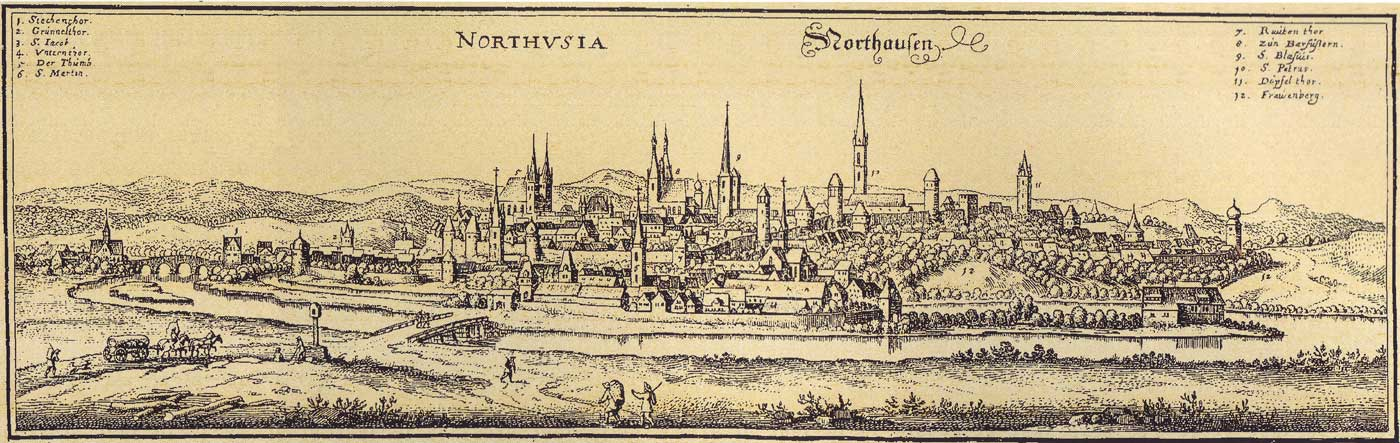
Nordhausen năm 1611

### Thời kỳ trung cổ
Vào năm 780, cung điện hoàng gia Karolinger được xây dựng tại Frauenberg ở phía nam khu phố cổ ngày nay. Địa danh Nordhausen lần đầu tiên được nhắc đến trong một văn bản chính thức vào ngày 13 tháng 5 năm 927 như là món quà của vua Heinrich đệ nhất dành cho vợ của ông - hoàng hậu Mathilde. Tuy nhiên, điểm quần cư này được chứng minh là đã khởi thủy từ tận năm 785, mà nguồn gốc của nó là khu cư trú Nordhausen của người Franken tại Frauenberg. Khoảng giữa năm 908 và 912, vua Heinrich đệ nhất đã mở mang công cuộc kiến thiết thành phố. Năm 920, con của vua Heinrich đệ nhất và hoàng hậu Mathilde - hoàng tử Heinrich, đã ra đời tại đây. Năm 961, vua và hoàng hậu thành lập một tu viện ở Nordhausen. Tu viện này đã kích thích thủ công nghiệp và những ngành nghề khác phát triển, kéo theo sự gia tăng dân số. Ngoài tu viện, thành phố còn xây dựng nhà thờ lớn (Nordhäuser Dom). Năm 1158, vua Friedrich đệ nhất đã tặng toàn bộ tài sản của đế chế tại Nordhausen cho tu viện, qua đó đặt một ảnh hưởng lớn của mình tại đây.
Năm 1180, quân đội của Heinrich des Löwen do mối hiềm khích với nhà vua đã phá hủy thành phố. Sau khi kiến thiết lại, Nordhausen đã trở nên vững mạnh hơn, đồng thời ngừng chiến với các bá tước Schwarzburg, Stolberg và Honstein.
Ngày 22 tháng 7 năm 1212, vua Otto đệ tứ - con trai của Heinrich des Löwen tổ chức lễ cưới tại Nordhausen với Beatrix von Schwaben của gia tộc Staufer, qua đó hòa giải mối hiềm khích giữa hai dòng họ. Tuy nhiên, Beatrix von Schwaben (khi đó mới 14 tuổi) đã qua đời chỉ 21 ngày sau đám cưới.
Năm 1234, một vụ hỏa hoạn khủng khiếp đã phá hủy một phần rộng lớn của thành phố.
Năm 1220, Nordhausen từ một thành phố của Đế quốc La Mã thần thánh dân tộc Đức trở thành một thành bang tự trị và duy trì vị thế này đến năm 1802. Năm 1225, thành phố lần đầu tiên có một con dấu riêng. Năm 1260, hội đồng thành phố được thành lập, và năm 1280, tòa thị chính đầu tiên được xây dựng tại vị trí của tòa thị chính ngày nay.
Năm 1277 xảy ra một cuộc khởi nghĩa của thợ thủ công và tầng lớp tiểu thị dân chống lại những hiệp sĩ của đế chế. Cuộc chiến đã phá hủy nhiều thành trì lâu đài. Đến năm 1290, vua Rudolf đệ nhất công nhận thành phố tự trị Nordhausen và đặt nó dưới sự bảo vệ của mình, qua đó giảng hòa với người dân.
Tuy nhiên sau đó, một cuộc khởi nghĩa khác lại nổ ra. Hội đồng thành phố bị lật đổ, các thành viên hội đồng bị thiêu sống. Hiến pháp được thay đổi, trong đó tầng lớp thợ thủ công nắm giữ quyền lực chủ chốt. Trong thời kỳ này, một số dòng tu ở Nordhausen bị hạ thấp như dòng tu Augustiner, Dominikaner và Franziskaner.
Năm 1430, Nordhausen tham gia vào liên minh Hanse. Năm 1500, thành phố trở thành một phần của đế chế Niedersachsen.

### Thời kỳ cận đại
Ngành công nghiệp sản xuất rượu trắng của thành phố được ghi nhận bằng văn bản lần đầu tiên là vào năm 1507. Thương hiệu Nordhäuser Korn nhanh chóng trở nên rất nổi tiếng và nó đã mang tới cho Nordhausen sự giàu có phồn vinh. Vào những thời kỳ cực thịnh, thành phố có tới hơn 100 nhà máy rượu. Nordhausen còn sản xuất cả Kautabak (một loại thuốc lá để nhai).

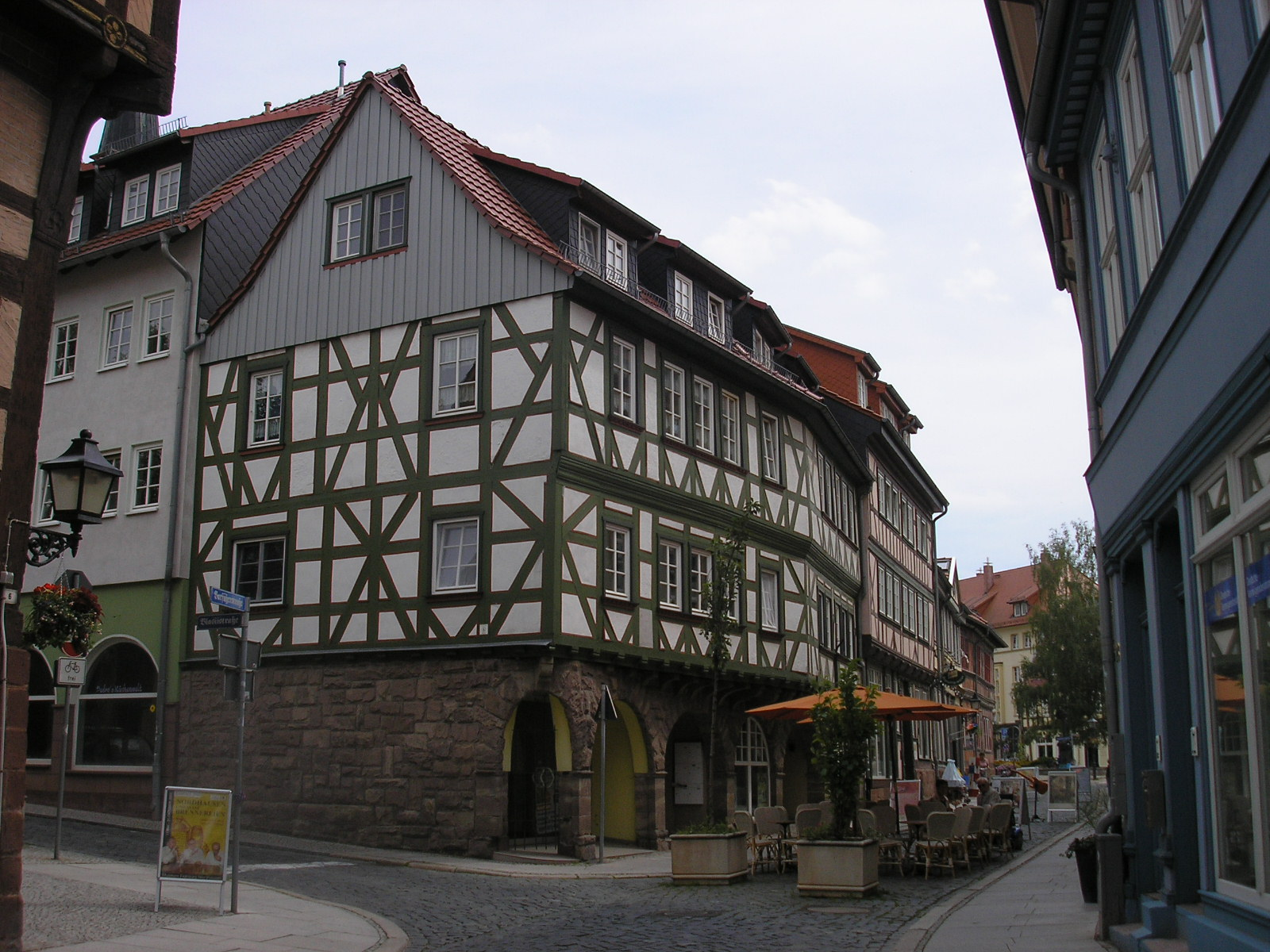
Một góc của khu phố cổ Nordhausen

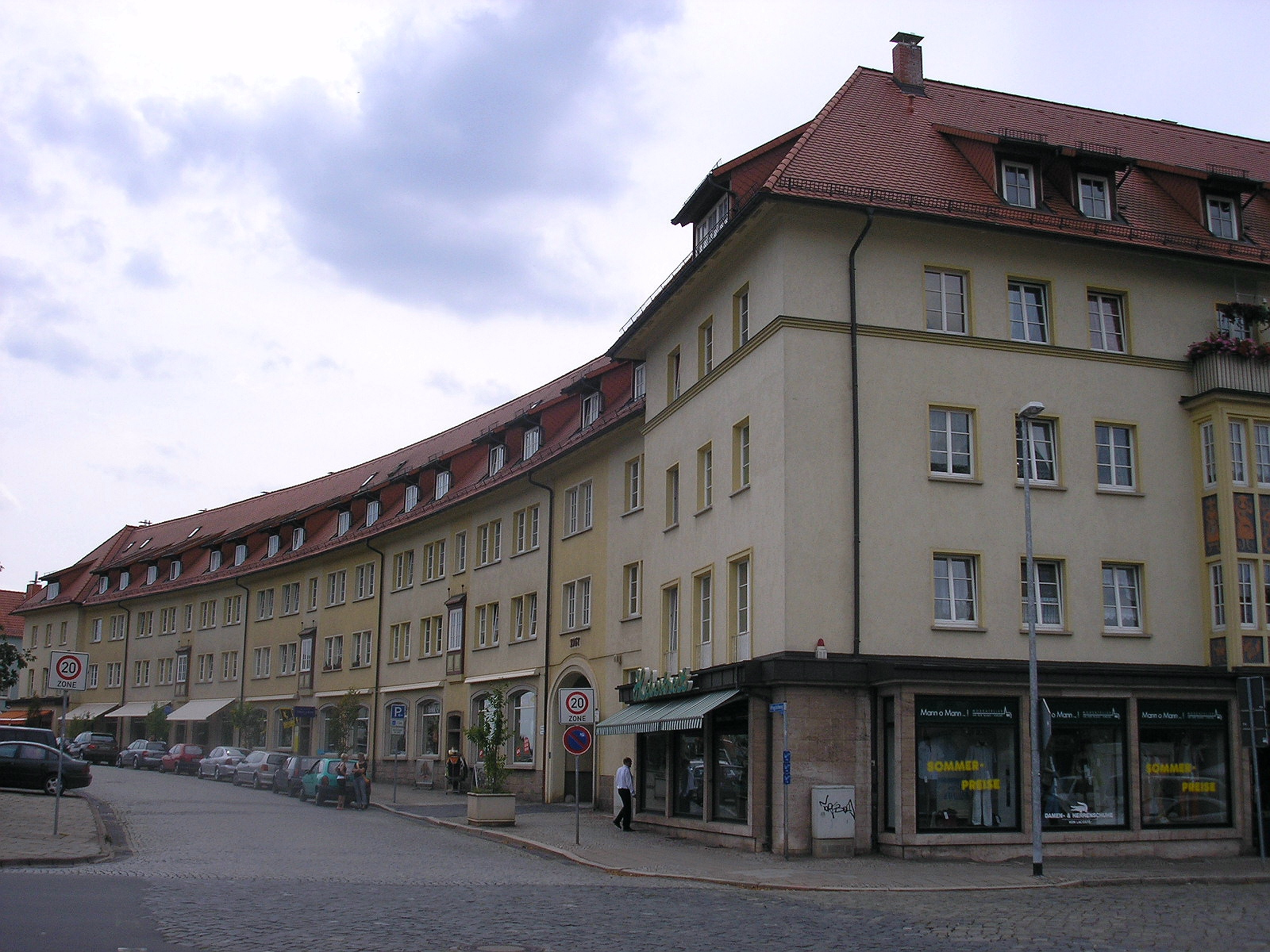
Nội đô Nordhausen, thập kỷ 1950: một công trình tái thiết sau thế chiến lần thứ hai

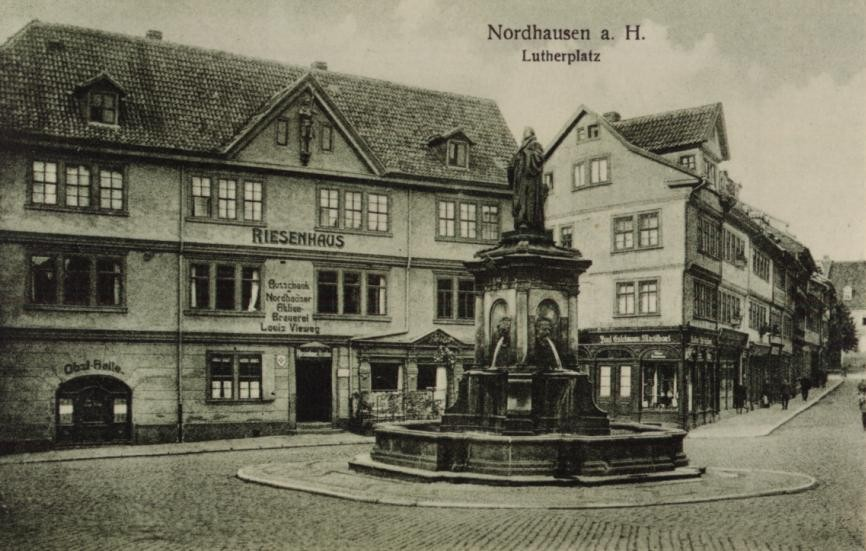
Quảng trường Luther đầu thế kỷ XX

Năm 1523, cuộc cải cách Kháng Cách được tiến hành ở Nordhausen. Tài sản của nhà thờ bị trưng thu. Lãnh đạo cuộc cải cách Michael Meyenburg đồng thời cũng là thị trưởng của thành phố. Trong thời gian này, Thomas Müntzer dừng chân tại Nordhausen.
Mặc dù hai trận cháy khủng khiếp năm 1540 và năm 1612, nạn dịch hạch năm 1626 và cuộc chiến tranh ba năm đã gây rát nhiều trở ngại, nhưng thành phố vẫn không ngừng phát triển và mở rộng. Trong hai năm 1710 và 1712, hai trận cháy lớn nữa lại tàn phá thành phố, vì vậy hiện nay còn lại rất ít những công trình kiến trúc từ thời trung cổ. Trong số 12 nhà thờ trung cổ trước đây giờ chỉ còn lại nhà thờ lớn Norhaeuser Dom, nhà thờ Blasii, nhà thờ Frauenberg và nhà thờ Altendorfer.

### Thời kỳ từ thế kỷ 19 đến cộng hòa Weimar
Ngày mùng 2 tháng 8 năm 1802, thành phố Nordhausen bị quân đội Phổ chiếm đóng và mất đi vị thế thành phố tự trị có được từ năm 1220 của mình. Từ thời kỳ này thông tin về dân số của thành phố được ghi chép lại chính xác. Năm 1867, Eduard Baltzer dấy lên cuộc vận động ăn chay ở Nordhausen. Kết quả của cuộc vận động là hội nghị đầu tiên của những người Đức ăn chay được tổ chức tại thành phố. Cho tới giữa thế kỷ IXX, làn sóng công nghiệp hóa dần dần xâm nhập vào thành phố rồi sau đó bùng phát rất nhanh. Trước tiên là công nghiệp sản xuất hàng tiêu dùng, sau đó cả công nghiệp chế tạo máy cũng xuất hiện ở Nordhausen. Năm 1866, Nordhausen được kết nối vào tuyến đường sắt từ Halle (Saale) và một năm sau thì khai trương tuyến đường sắt tới Heiligenstadt và Kassel. Năm kế tiếp, đường ray nối Nordhausen với Northeim và Erfurt được hoàn thành.
Từ năm 1815 tới 1945, Nordhausen thuộc tỉnh Sachsen. Cũng trong khoảng thời gian này, từ 1882, Nordhausen giữ vị thế là một thành phố trực thuộc tỉnh. Đông thời cũng có thể tìm thấy ở đây tòa thị chính của huyện Grafschaft Hohenstein (từ 1816 đến 1945).
Năm 1927, thành phố Nordhausen tổ chức lễ kỷ niệm 1000 năm ngày thành lập. Nhân dịp này, ngân hàng đế chế đã phát hành đồng tiền kỷ niệm 3 Mark.

### Thời kỳ Đức quốc xã và chiến tranh thế giới lần thứ hai
Cùng với sự mở đầu của thời kỳ Đức quốc xã là hàng loạt những vụ lùng bắt các nhóm dân cư chống lại hệ tư tương quốc gia xã hội chủ nghĩa. Một số người dân bị giam giữ tại trại quản thúcSiechenhof trước khi bị đưa vào các nhà tù khổ sai và trại tập trung. Emil Reichardt cùng đảng viên đảng Xã hội dân chủ kiêm thành viên nghị viện bang Johannes Kleinspehn đã thống kê được rằng có khoảng 400 người Do Thái tại Nordhausen đã buộc phải di cư hoặc bị đưa vào các trại tập trung tử thần của Đức quốc xã. Tên của hai ông sau này được đặt cho những con đường của thành phố.
Đạo Do Thái bị thóa mạ, giáo đường bị đốt phá trong "Đêm thủy tinh" tháng 11 năm 1938. Những gia đình người Sinti bị buộc phải rời vào Schinderrasen, An der Bleiche và Holungsbügel tại Salza và phải lao động khổ sai. Sau đó, phần lớn trong số họ đã bị hành quyết. Từ năm 1935 tới 1943, bệnh viện thành phố có nhiệm vụ chính là hoạn những người tù lao động khổ sai.
Từ năm 1937 tới 1945, Nordhausen trở thành trung tâm sản xuất vũ khí của Đức quốc xã. Từ năm 1943, tại trại tập trung Dora-Mittelbau với 60.000 tù nhân lao động khổ sai bắt được sau cuộc tấn công vào thành phố Peenemünde (20.000 người trong số họ đã bị hành quyết tập t trước khi quân Đức rút khỏi Nordhausen năm 1945) đã diễn ra hoạt động sản xuất các loại Vũ khí trả thù. Trước tiên phải kể đến tên lửa đời mới V2, tuy nhiên trại cũng sản xuất loại tên lửa V1 cũ hơn. Ngoài ra, 10.000 lao động khổ sai là tù nhân hình sự người Đức và nước ngoài trong 38 trại khác nhau cũng buộc phải tham gia vào quá trình sản xuất vũ khí này.
6000 người dân địa phương trong trại tập trung tại Boelcke-Kaserne phải làm việc cho công ty Junkers-Konzern. 1.200 nạn nhân đã được chôn tại nghĩa trang danh dự ở Stresemann-Ring. Năm 1999, một đài tưởng niệm đã được xây dựng để tưởng nhớ những con người này. Bên cạnh đó, một nghĩa trang danh dự khác cũng được xây dựng năm 1946 để chôn cất 215 tù nhân Xô-viết
Ngay mùng 3 tháng 4 năm 1945, khoảng 80% cơ sở hạ tầng của thành phố đã bị tàn phá hoàn toàn bởi một cuộc không kích của không quân Anh. Bên cạnh đó, 8.800 người đã thiệt mạng và 20.000 người khác bị mất nhà cửa. Chỉ có những công trình dân sự như bệnh viện bị phá hủy vì đến lúc này, ở doanh trại Boelke đã không còn những mục tiêu quân sự và kinh tế quan trọng. Vì vậy nên nhà ga, sân bay, hệ thống đường sắt, các cơ sở công nghiệp và trại tập trung Dora-Mittelbau (nơi sản xuất loại tên lửa V-2) đã không bị phá hủy.
Ngày 11 tháng 4 năm 1945, sư đoàn bộ binh 104 của quân đội Mỹ do tướng Courtney Hicks Hodges chỉ huy đã tiến vào Nordhausen và trại tập trung Dora-Mittelbau mà không tốn một viên đạn nào. Sau đó, vào ngày mùng 2 tháng 7 cùng năm, Hồng quân Liên Xô đã thay Mỹ tiếp quản Nordhausen.

### Thời kỳ hậu chiến tranh thế giới lần thứ hai
Những tổn thất nặng nề do chiến tranh để lại đã được khắc phục và kiến thiết lại trong thập niên 1950 và 1960. Thành phố đã không chú ý tới việc lưu lại nguyên vẹn nét kiến trúc của những khu vực lịch sử. Thay vào đó là sự chạy theo xu hướng đương thời: xây dựng những đại lộ rộng lớn như Rauten và Töpfer. Chỉ có khu vực tây bắc của khu phố cổ, xung quanh nhà thờ lớn là còn giữ lại những nét kiến trúc nguyên thủy. Nơi đây đã đứng vững sau cuộc ném bom khủng khiếp cũng như cả thời kỳ Cộng hòa dân chủ Đức.
Sau khi nước Đức bị phân tách năm 1949, Nordhausen thuộc về quận Erfurt trong khoảng thời gian từ 1952 tới năm 1990 (trong năm này Thüringen được cơ cấu lại với vai trò là một bang tự do thay thế tỉnh Erfurt). Thời kỳ này, Nordhausen là thủ phủ của quận Nordhausen. Năm 1994, quận Nordhausen trở thành tỉnh Nordhausen.
Ngày 31 tháng 10 năm 1989, tại quảng trường August-Bebel đã diễn ra một cuộc biểu tình chống lại chế độ Cộng hòa dân chủ Đức với sự tham gia của 25.000 người.
Trong khuôn khổ triển lãm Landesgartenschau (triển lãm ngành làm vườn toàn bang) Nordhausen 2004, một phần rộng lớn của trung tâm thành phố đã được trùng tu tôn tạo như khu Petersberg. Ngày mùng 1 tháng 12 năm 2007, khu Petersdorf, Rodishain và Stempeda đã được sáp nhập vào Nordhausen.

### Sự gia tăng dân số
Tình hình gia tăng dân số:
| từ 1802 đến 1939 - 1802 - 8.355 - 1821 - 9.900 - 1840 - 12.000 - 1880 - 26.198 - 1890 - 26.847 - 1900 - 28.497 - 1910 - 32.564 - 1925 - 35.056 - 1933 - 37.635 - 1939 - 42.316 | từ 1946 đến 1996 - 1946 - 32.848 1 - 1950 - 39.452 2 - 1960 - 39.768 - 1970 - 42.018 - 1981 - 47.121 - 1984 - 47.176 - 1986 - 47.681 - 1994 - 48.028 - 1995 - 47.324 - 1996 - 46.750 | từ 1997 - 1997 - 46.650 - 1998 - 46.192 - 1999 - 46.057 - 2000 - 45.633 - 2001 - 45.196 - 2002 - 44.701 - 2003 - 44.311 - 2004 - 43.894 - 2005 - 43.594 - 2006 - 43.344 |

 Nguồn (từ năm 1994): Cục thống kê bang tự do Thüringen
1 29 tháng mười

2 31 tháng tám

### Lịch sử ngành công nghiệp sản xuất rượu Branntwein

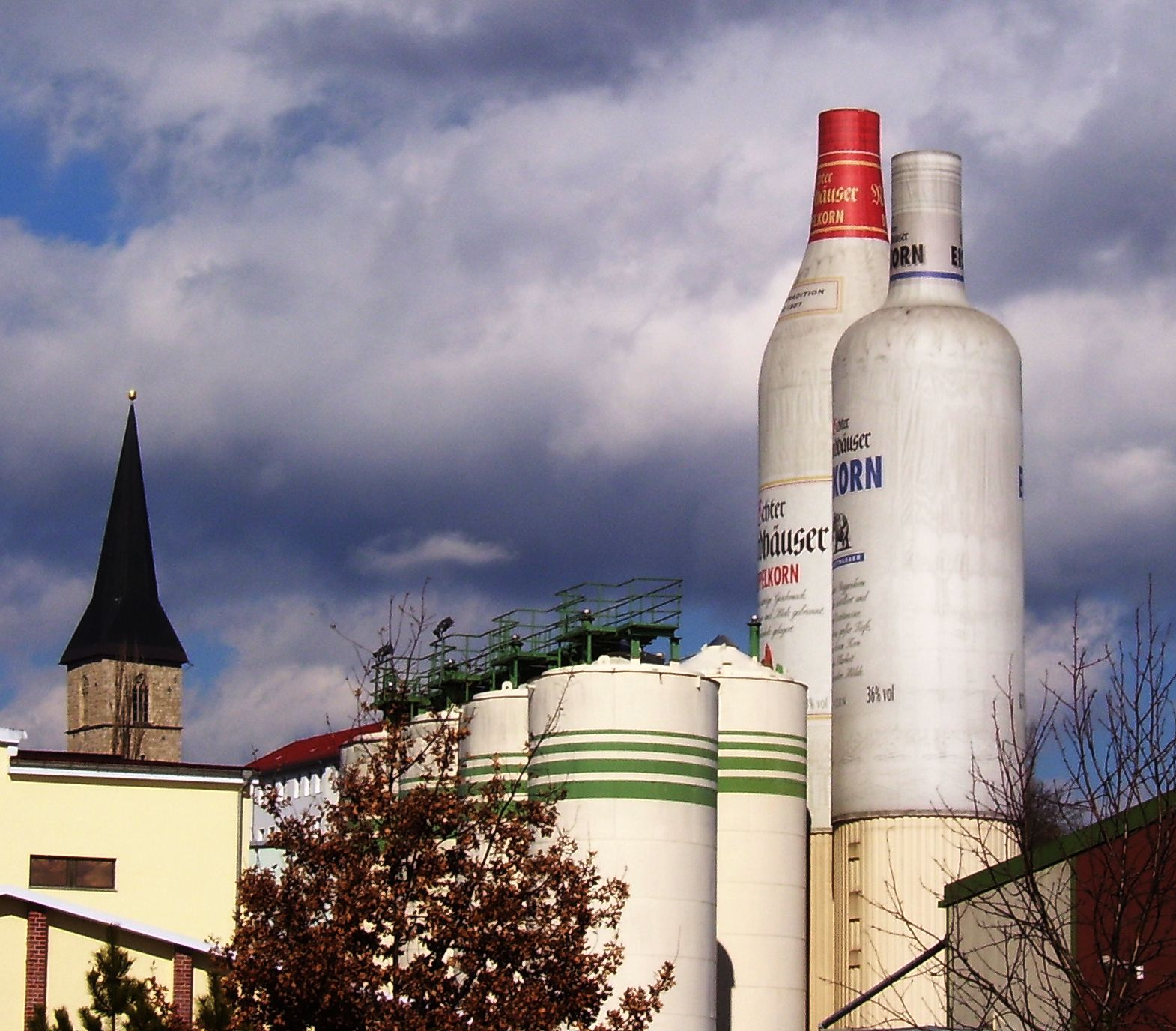
Ngày nay, biểu tượng hai chai rượu khổng lồ là một phần không thể tách rời của Nordhausen.

Ngành công nghiệp sản xuất rượu Branntwein của Nordhausen có một truyền thống lâu đời. Ngành sản xuất này lần đầu tiên được ghi nhận trên giấy tờ là vào năm 1507, khi thành phố bắt đầu phải nộp thuế cho sản phẩm rượu của mình. Đó là lần đầu tiên thuế rượu Branntwein xuất hiện ở Đức. Năm 1545, vì mùa màng thất bát và nạn đói đe dọa nên những nhà máy rượu đã bị cấm hoạt động; năm 1570, thành phố lại cho phép các nhà máy này sản xuất trở lại. Việc cấm làm rượu sau này còn xảy ra thêm một vài lần nữa với lý do tương tự và bởi hai cuộc thế chiến.
Năm 1726, thành phố đã có 69 nhà máy rượu, với sản lượng đạt 1,3 triệu lít Branntwein một năm. Chỉ ít lâu sau, vào giữa thế kỷ IIXX, số lượng nhà máy rượu của thành phố đã đạt đỉnh, lên tới 100 nhà máy.
Năm 1789, tỉ lệ pha trộn các nguyên liệu trong quá trình sản xuất rượu tại Nordhausen đã được tiêu chuẩn hóa: ít nhất 2/3 lúa mì đen và nhiều nhất 1/3 Malz từ lúa mạch. Năm 1819, khi vương quốc Phổ bắt đầu khuyến khích việc sản xuất rượu Branntwein từ khoai Tây, rất nhiều nhà máy rượu của thành phố đã pha trộn thêm khoai Tây vào thành phần rượu Branntwein Nordhausen.
Tháng 4 năm 1945, sau một cuộc ném bom, toàn bộ các nhà máy rượu của thành phố đã bị phá hủy hoàn toàn hoặc bị hư hại nặng. Tuy nhiên, đến năm 1948, sản lượng rượu của Nordhausen lại đạt con số 200.000 lít. Năm 1949, cùng với sự ra đời của Cộng hòa dân chủ Đức, hàng loạt các xí nghiệp quốc doanh (tiếng Đức: Volkseigener Betrieb - VEB) được thành lập. Xí nghiệp rượu quốc doanh Nordbrand đã thay thế những nhà máy rượu tư nhân còn lại của thành phố. Từ năm 1961, sản phẩm rượu của Nordhausen đã được xuất khẩu sang tây Đức.
Cuối thập kỷ 1960, xí nghiệp quốc doanh này đã sản xuất được trên 10 triệu lít đồ uống có cồn một năm, chiếm 15% sản lượng của toàn đông Đức. Năm 1986, sản lượng rượu của Nordhausen đã đạt đỉnh: 60 triệu lít Branntwein một năm. Sau bước ngoặt chính trị năm 1989/90, sản lượng rượu của thành phố đã sụt giảm. Năm 1991, Nordbrand được công ty cổ phần Eckes tiếp nhận, qua đó thương hiệu rượu Nordhausen có thể được quảng bá rộng rãi hơn trên toàn nước Đức.

## Chính trị

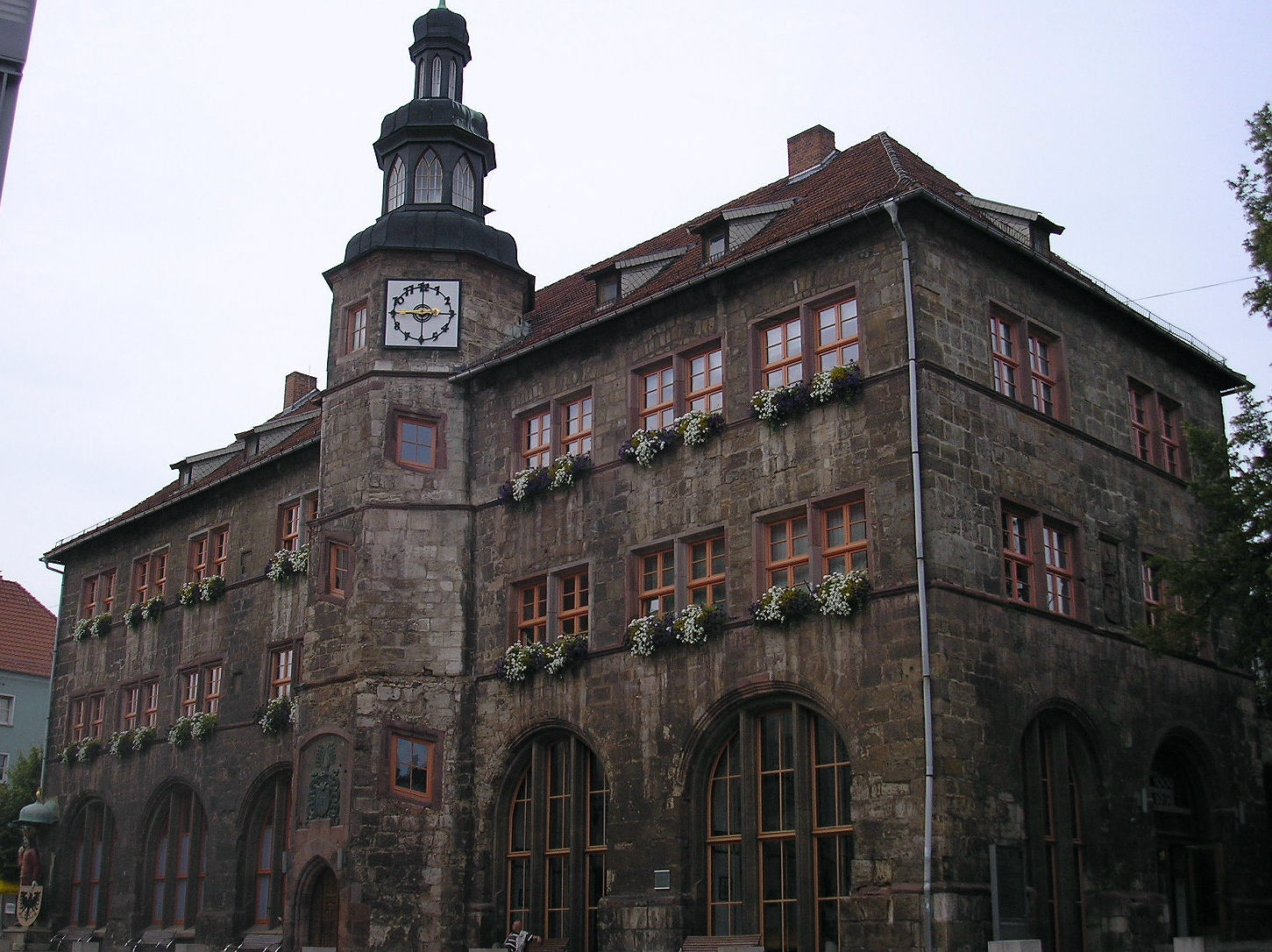
Tòa thị chính Nordhausen

Bà Bardara Rinke (đảng SPD) giữ chức thị trưởng Nordhausen từ năm 1994. Từ năm 2003, bà là chủ tịch của hội các nhà thờ phú âm nước Đức (evangelische Kirche in Deutschland - EKD) đồng thời là thành viên của hội nghị các thành phố Đức.
Từ ngày 21 tháng 1 năm 2004, Nordhausen đã hợp tác cùng thành phố láng giềng Sondershausen (thủ phủ của tỉnh Kyffhäuserkreis).

### Thành phố kết nghĩa
- Bet Shemesh của Israel
- Charleville-Mézières của Pháp
- Bochum thuộc bang tự do Nordrhein-Westfalen, CHLB Đức
- Ostrów Wielkopolski của Ba Lan

### Sự phân bố chính trị
Tòa thị chính Nordhausen có 36 ghế, trong đó:
- CDU: 14 ghế
- SPD: 11 ghế
- Phe cánh tả: 9 ghế
- FDP: 2 ghế

## Văn hóa và danh lam thắng cảnh

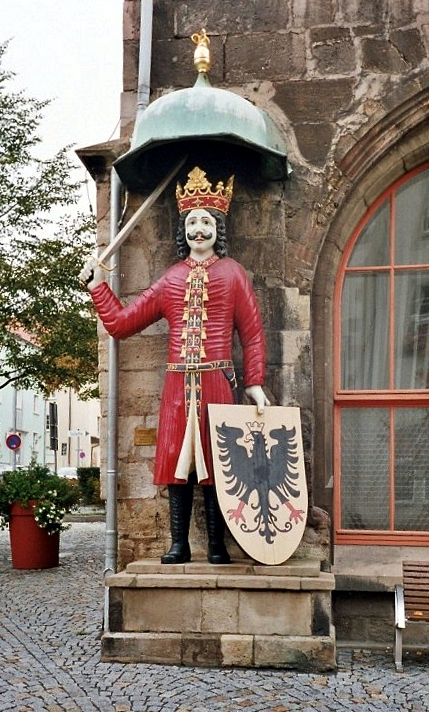
Bức tượng Roland tại Nordhausen, biểu tượng của thành phố

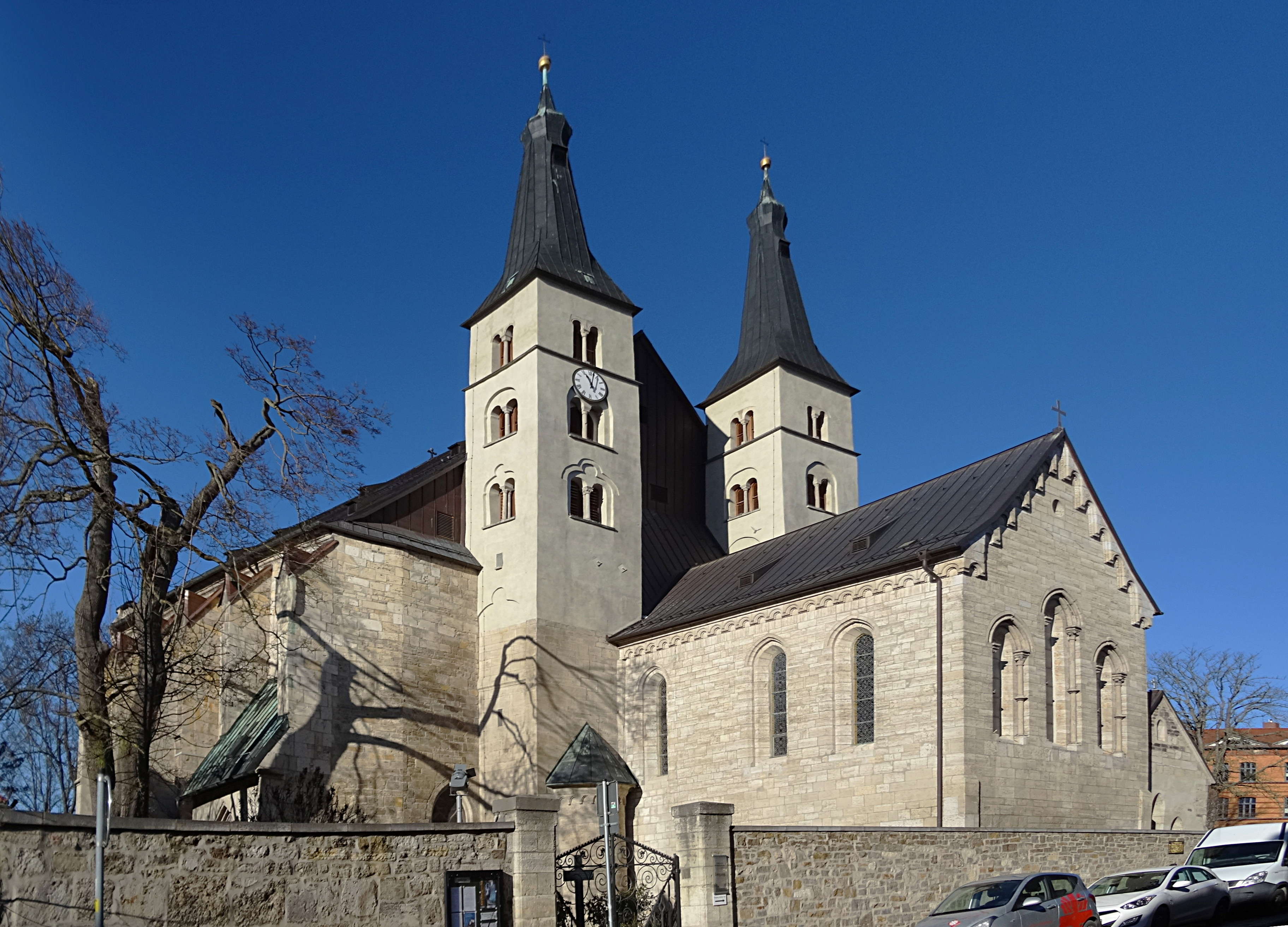
Nhà thờ lớn Nordhausen

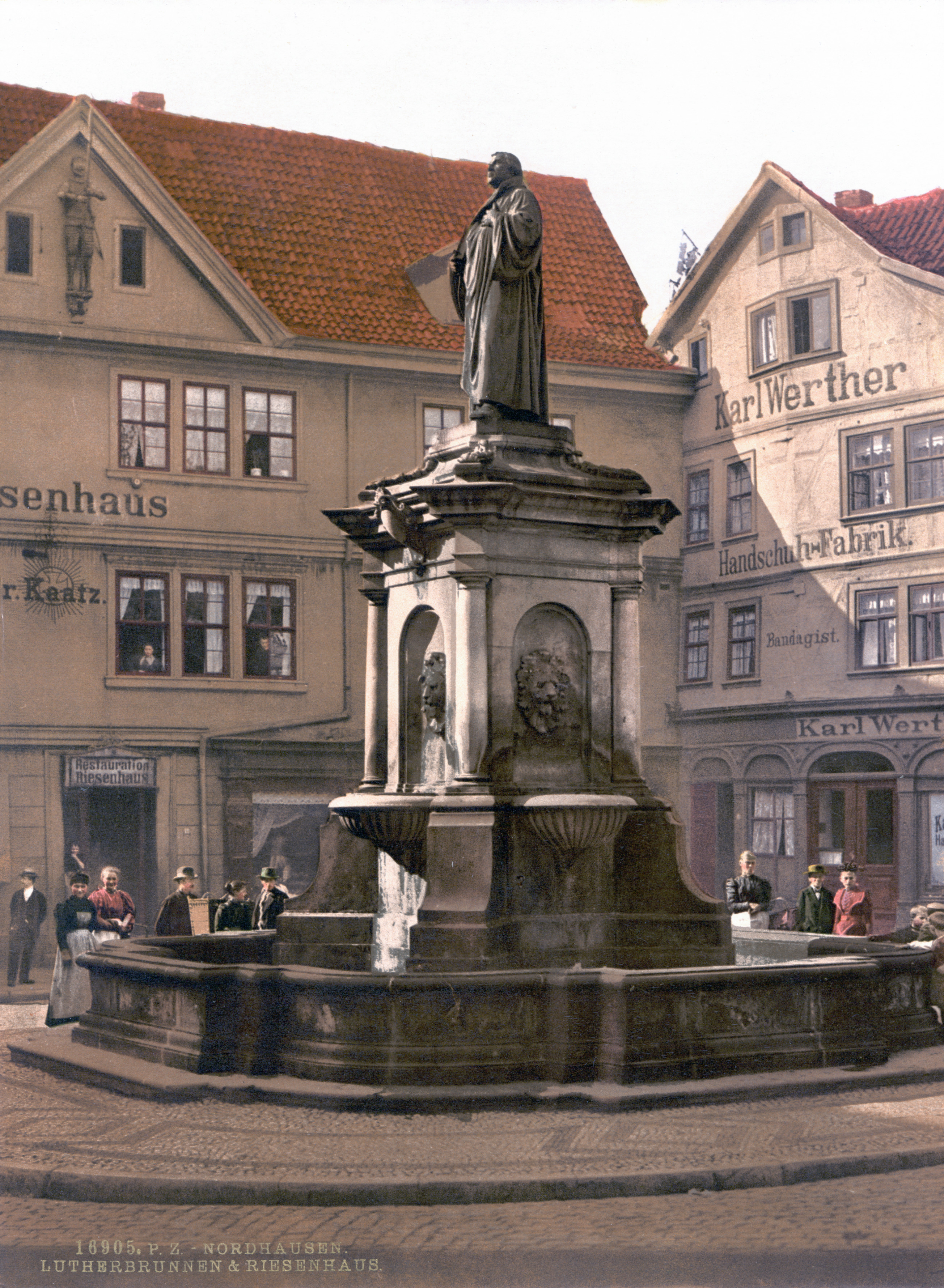
Đài phun nước Luther phía trước tòa nhà Riesenhaus năm 1888

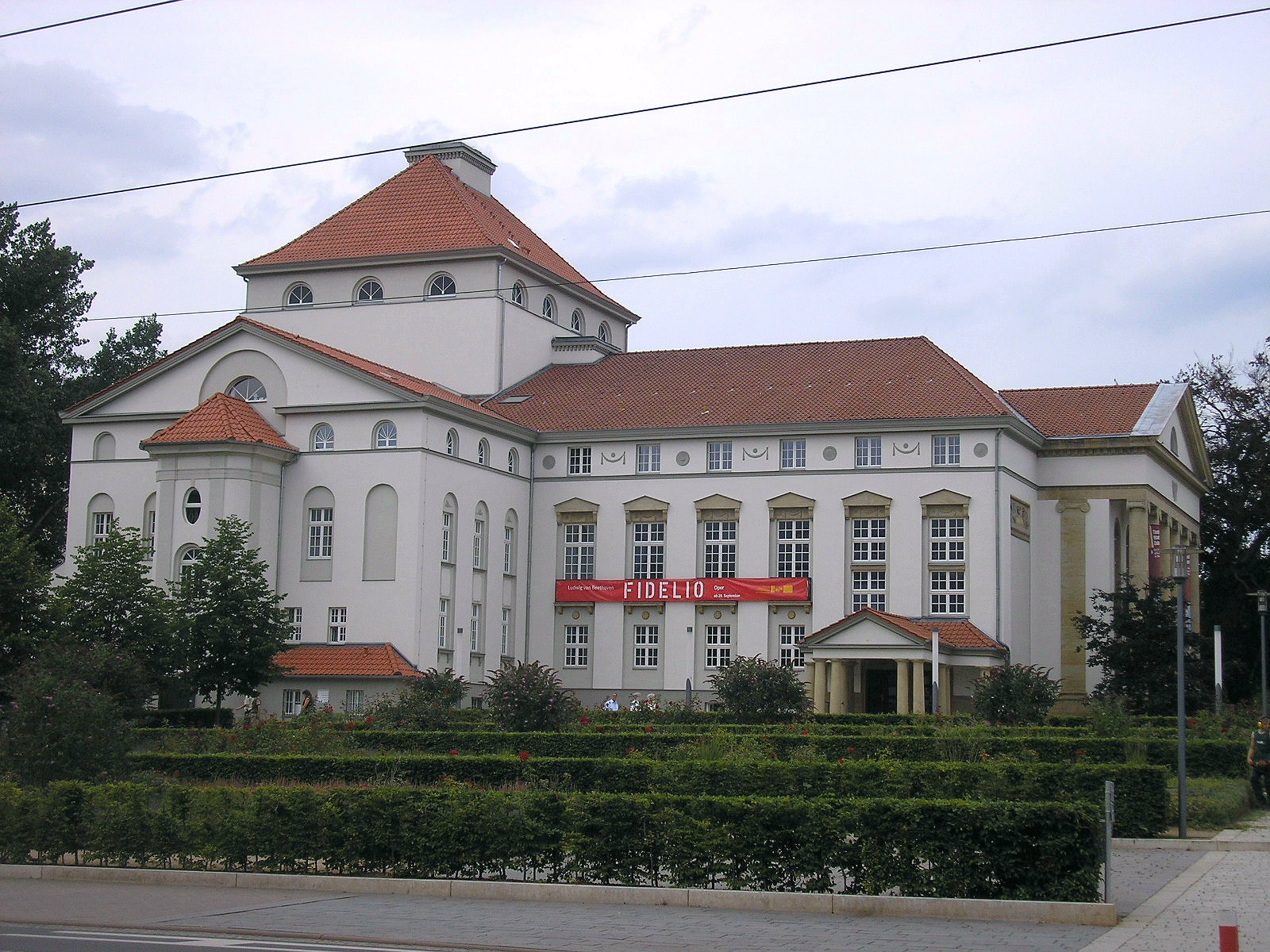
Nhà hát lớn Nordhausen

Bức tượng Roland tại tòa thị chính là biểu tượng của thành phố Nordhausen. Kiến trúc ngày nay của tòa thị chính được định hình từ năm 1610. Xung quanh khu trung tâm vẫn còn xót lại những phần của tòa thành cổ. Bức tượng Roland bên tòa thị chính chỉ là bản sao chép bằng thạch cao của phiên bản gốc được làm từ gỗ bên trong tòa nhà Neuen Rathaus ở phía đối diện.

### Nhà hát
Thành phố Nordhausen có nhà hát riêng từ năm 1917. Cuộc sáp nhập với dàn nhạc thính phòng nổi tiếng Sondershausen vào năm 1991 đã biến nhà hát trở thành một nhà hát hỗn hợp (âm nhạc, kịch và múa Ba-lê). Năm 2004, vì lý do kinh phí nên nhà hát đã ngừng biểu diễn kịch. Từ đó cho tới nay, nhà hát Nordhausen (nhạc cổ điển, Ba-lê) và nhà hát Rudolstadt (kịch) đã hợp tác, trao đổi qua lại những tác phẩm của mình. Năm 2006, nhà hát thực hiện một cuộc cải tổ để duy trì hoạt động. Dàn nhạc giao hưởng, nhà hát và đoàn múa Ba-lê tiếp tục hoạt động tốt, mặc dù kế hoạch cắt giảm nhân sự đã được vạch ra cho tới năm 2012.

### Nhà thờ và tu viện
- Nhà thờ Altendorfer „St. Maria im Tale"
- Nhà thờ lớn Nordhausen
- Nhà thờ Frauenberg „St. Maria auf dem Berg"
- Petriturm
- Pfarrhaus nhà nhà thờ „St. Blasii"
- Torhaus des Spendekirchhofes
- St. Jacob
- Cyriaci-Kapelle (von der Musikschule genutzt)
- Nhà thờ Jesu Christi der Heiligen der Letzten Tage

### Bảo tàng và các công trình kỷ niệm
- Flohburg
- Đài tưởng niệm các nạn nhân của trại tập trung Dora-Mittelbau
- Kunsthaus Meyenburg
- Bảo tàng Tabakspeicher
- Traditionsbrennerei

### Khác
- Alte Kautabakfabrik
- Altes städtisches Wasserwerk
- Eichamt
- Harzquerbahnhof
- Lindenhof

### Thể thao
Câu lạc bộ bóng đá nổi tiếng nhất của thành phố là đội FSV Wacker 90 Nordhausen, hiện đang thi đấu tại giải Thüringenliga.
Đội bóng chuyền nam SVC Nordhausen thi đấu tại giải bóng chuyền vô địch toàn đông Đức.

## Kinh tế và cơ sở hạ tầng

### Giao thông
Tuyến đường sắt Halle-Kassel chạy xuyên qua Nordhausen. Tuyến Nam Harz tới Northeim phân nhánh tại đây và xa hơn, tuyến Erfurt-Nordhausen vươn tới Sondershausen và Erfurt - thủ phủ của bang Thüringen. Ngoài ra, từ năm 1898 Nordhausen đã giữ vai trò là điểm cuối phía nam của tuyến đường sắt khổ hẹp Harz (Harzer Schmalspurbahnen - HSB).
Hệ thống xe điện nội đô của Nordhausen được trang bị công nghệ Hybridantrieb trên hệ thống duolinie 10 từ năm 2004. Loại xe điện này chạy trên đường ray nội đô bằng động cơ điện và được nối với hệ thống dây dẫn điện phía trên cao. Tuy nhiên, khi ra khỏi vùng dân cư để chạy trên tuyến đường sắt khổ hẹp Harz, nó sẽ chuyển sang dùng động cơ Diesel. Hệ thống này xuyên qua nội đô Nordhausen, sau đó tiếp tục đi tới Ilfeld với tần suất theo giờ.
Dưới đây là danh sách những tuyến đường sắt đi qua Nordhausen của bang Thüringen:

(thông tin năm: 2007)
- RE 5 Nordhausen–Sondershausen–Greußen–Straußfurt–Erfurt
- RB 45 Nordhausen–Sondershausen–Greußen–Straußfurt–Erfurt
- RB 45-N Nordhausen–Herzberg am Harz–Northeim–Göttingen
- RE 9 Halle (Saale)–Sangerhausen–Nordhausen–Leinefelde–Eichenberg–Kassel
- RB 41 Nordhausen–Leinefelde–Heilbad Heiligenstadt–Eichenberg
- RB 75 Nordhausen–Sangerhausen–Eisleben–Röblingen am See–Halle–(Eilenburg)

Đường liên tỉnh:
- Đường cao tốc: A 38
- Quốc lộ: B 4, B 80, B 243

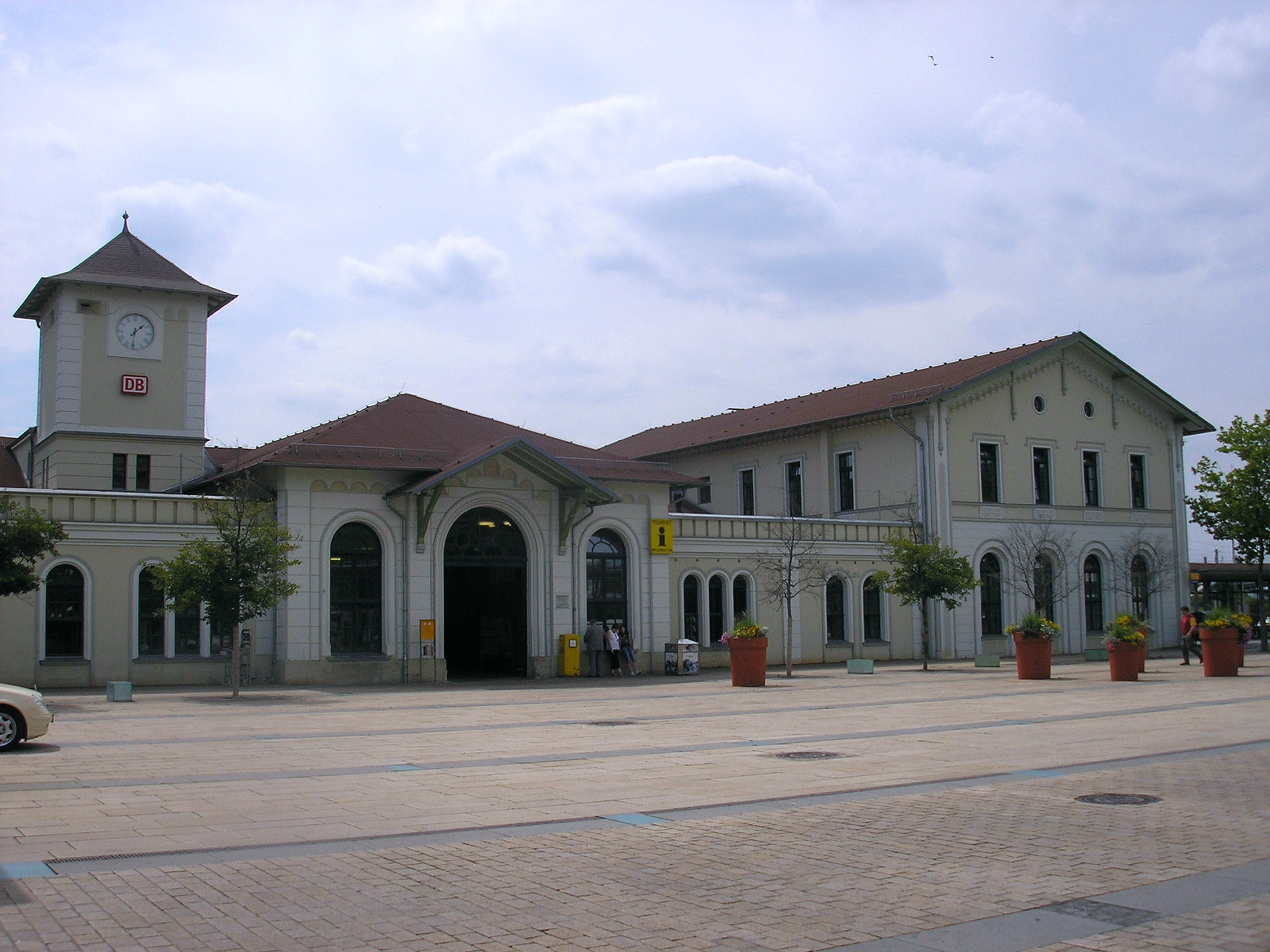
Nhà ga Nordhausen
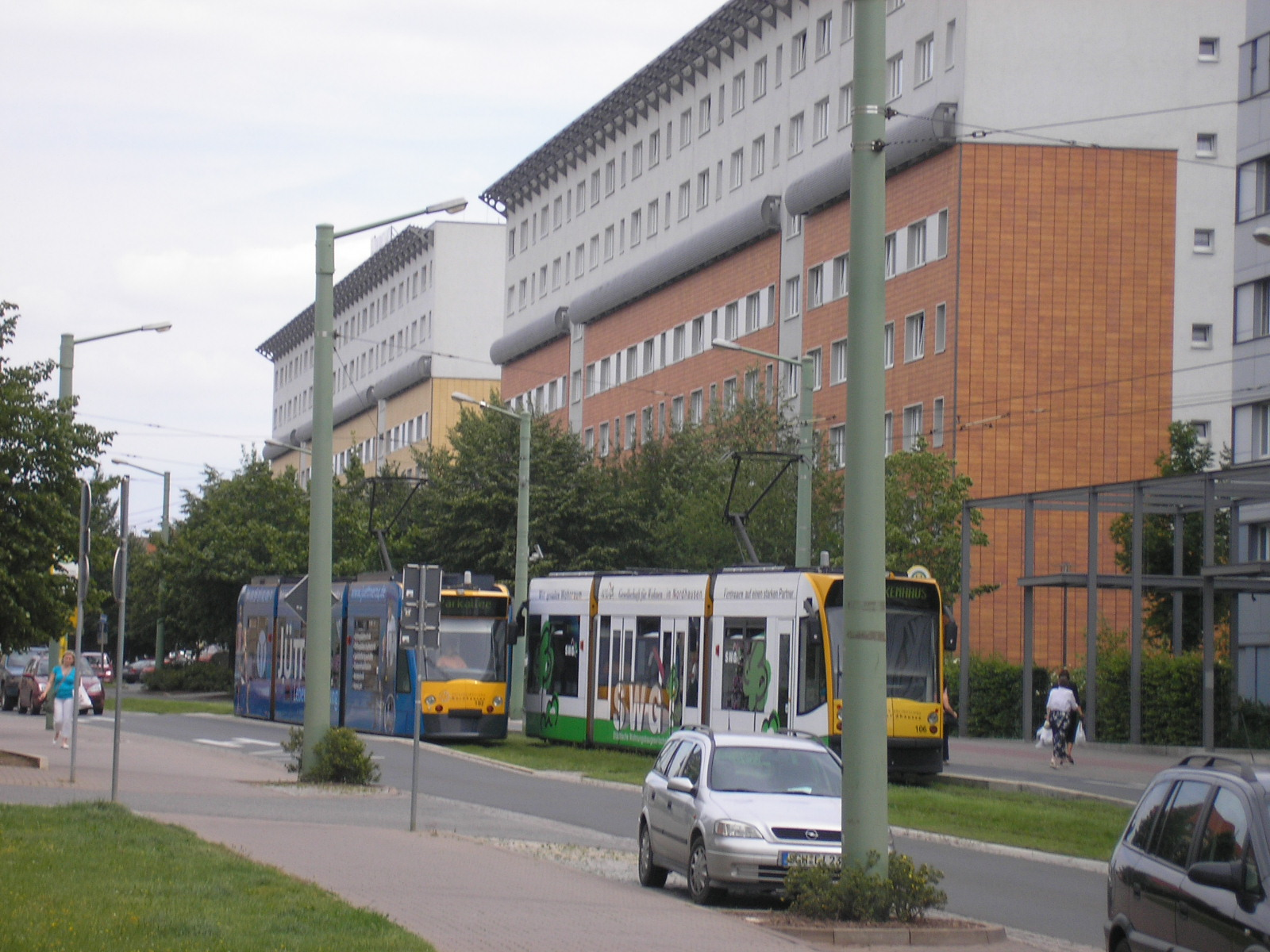
Tàu điện nội đô Nordhausen
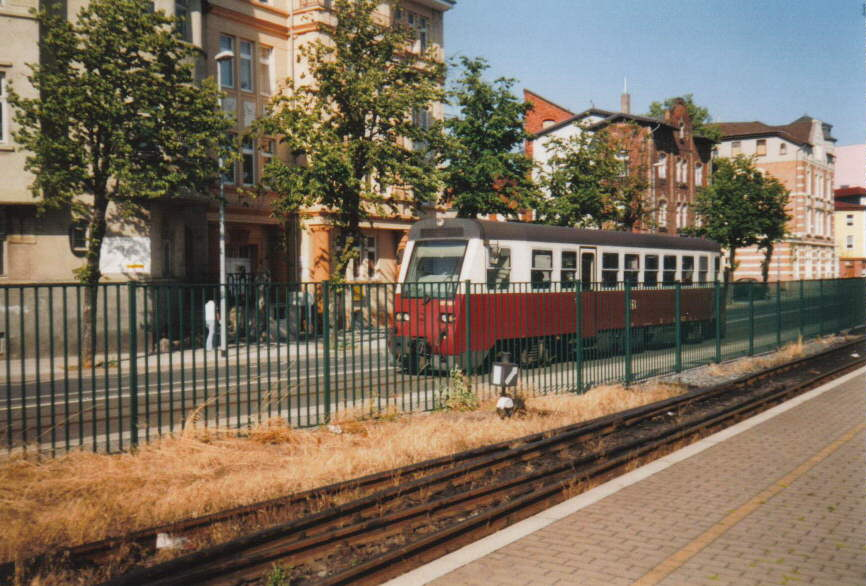
Tàu điện của hệ thống HSB

### Doanh nghiệp địa phương

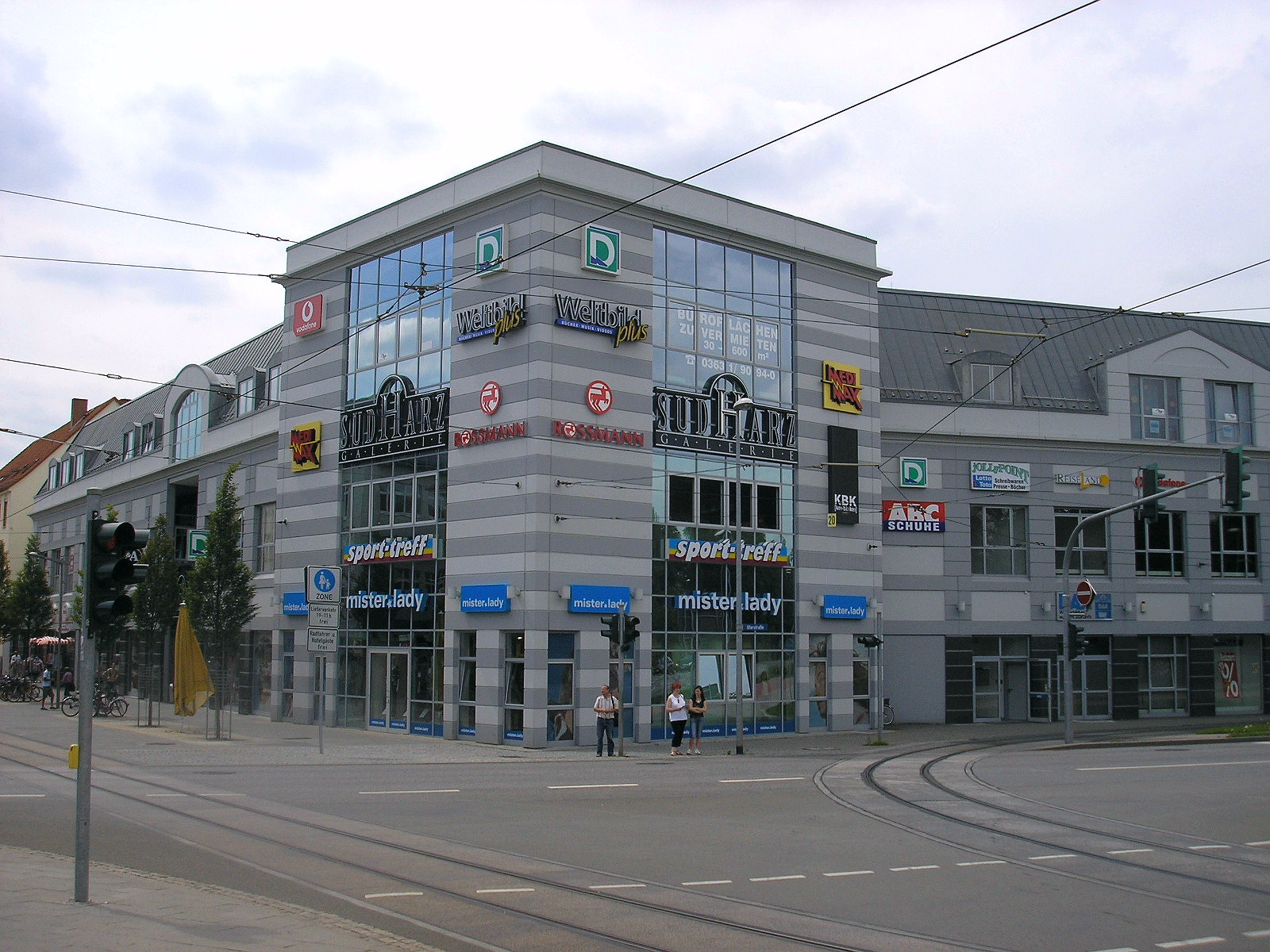
Südharzgalerie - trung tâm bán lẻ của thành phố

Công ty „Montania AG vormals Gerlach & König" đã mua những lô hàng đầu máy xe lửa chạy bằng động cơ đốt trong đầu tiên từ năm 1907. Năm 1912, Montania được công ty kỹ thuật cơ khí Orenstein & Koppel mua lại và đổi tên thành „Orenstein & Koppel AG – Nordhausen". Tới năm 1935, tại đây đã sản xuất được 5.299 đầu máy xe lửa, và tới năm 1942 là 9.371 chiếc. Trong số này có lẽ có cả những chiếc DR-Dampflokomotiven-Baureihe 50 và những cỗ đầu máy xe lửa phục vụ chiến tranh BR 52. Tháng 1 năm 1942, ngành sản xuất đầu máy xe lửa tại Nordhausen bị chuyển sang Praha. Sau khi chiến tranh thế giới thứ hai kết thúc, ngành này không còn được phát triển ở Nordhausen.
Trong thời kỳ Cộng hòa Dân chủ Đức, xí nghiệp quốc doanh Schwermaschinenbau NOBAS Nordhausen được thành lập và chuyên sản xuất các loại máy xúc. Ngày nay, xí nghiệp này được công ty cổ phần Günter Papenburg tiếp nhận và cơ cấu lại thành một bộ phận của Günter Papenburg tại Nordhausen. Hiện nay công ty chuyên sản xuất máy xúc, các bộ phận quan trọng của những loại máy xây dựng như xe cẩu.
Trong thời kỳ Cộng hòa Dân chủ Đức, xí nghiệp quốc doanh IFA chuyên sản xuất động cơ LKW cho các loại xe LKW W50 và L60. Sau thời kỳ tư nhân hóa các xí nghiệp quốc doanh, IFA chỉ duy trì được tới năm 1996 thì lâm vào tình trạng vỡ nợ.
Công ty trách nhiệm hữu hạn Schachtbau Nordhausen (Schachtbau Nordhausen GmBH) chuyên về xây dựng cầu hoạt động rất tích cực với các phi vụ quốc tế. Schachtbau Nordhausen được thành lập năm 1898 với tên gọi ban đầu là Gebhardt & Koenig. Sau nhiều lần đổi tên và cải tổ, đến năm 1992 công ty này sáp nhập vào tập đoàn xây dựng & máy xây dựng. Bauer AG
Một công ty nổi tiếng khác của Nordhausen là công ty trách nhiệm hữu hạn Nordbrand Nordhausen thuộc tập đoàn Eckes AG. Tiền thân của công ty này là xí nghiệp quốc doanh Nordbrand Nordhausen thời Cộng hòa Dân chủ Đức. Nordbrand Nordhausen lừng danh với thương hiệu rượu Branntwein Nordhausen của mình.

### Giáo dục và đào tạo

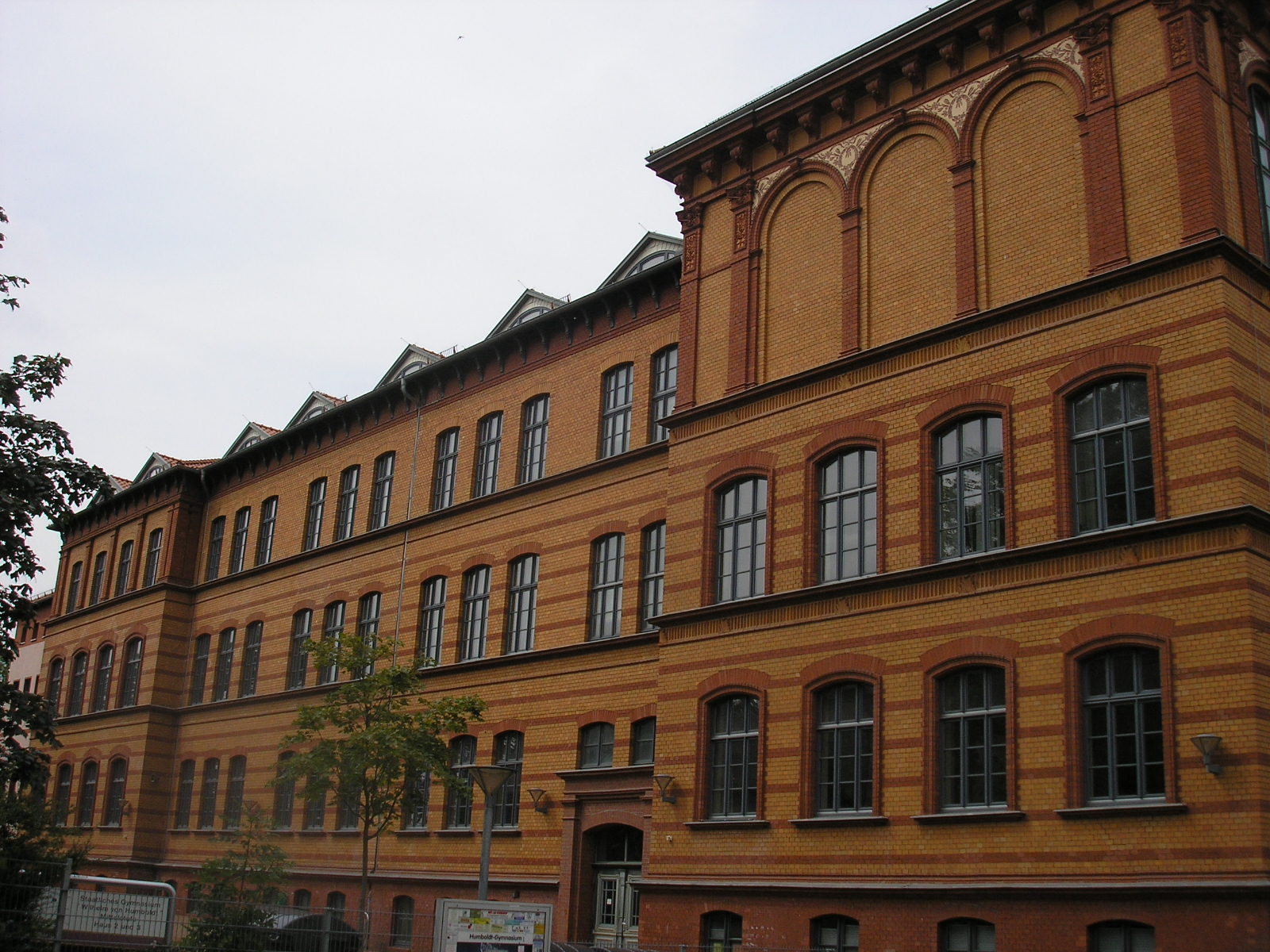
Trường trung học Humboldt

Hiện nay, với tư cách là thủ phủ của tỉnh, Nordhausen có nhưng cơ sở đào tạo riêng từ bậc tiểu học tới đại học, trong đó phải kể đến:
- Trường đại học khoa học ứng dụng Nordhausen, thành lập năm 1997
- Trung tâm dạy nghề ngành giao thông, thành lập năm 1991
- Nhạc viện Nordhausen

## Con người

### Công dân danh dự
- 1924: Carl Contag (1863-1934); Thị trưởng thành phố từ năm 1899 tới 1924
- 1969: Helmut Zinke (1930-); Chuyên gia phá dỡ bom mìn
- 1999: Jean Mialet (1920-2006); Hội đồng tù nhân của trại tập trung Mittelbau-Dora
- 2002: Ilsetraut Glock-Grabe (1915-); Nữ nghệ sĩ và là người sáng lập quỹ xã hội cùng tên
- 2004: Andreas Lesser (1952-); Nhà đầu tư, quỹ Friedrich-Christian-Lesser

### Những người con của Nordhausen
- August Wilhelm Theodor Adam, nhạc công
- Eduard Baltzer, nhà cải cách và đấu tranh cho dân chủ
- Volker Beck, vận động viên điền kinh nhẹ
- Julius Bergmann, họa sĩ
- Otto Blau, nhà Đông phương học
- Conrad Bornhark (1861-1944), luật gia
- Udo Degener, người viết lời và chuyên gia cờ vua
- Wilhelm Gesenius, nhà thần học và nhà ngôn ngữ học
- Johannes Gigas, nhà thần học, nhà soạn nhạc cho nhà thờ, nhà nhân chủng học, nhà giáo dục và nhà cải cách
- Rudolf Hagelstange, nhà văn
- Richard Hesse, nhà động vật học
- Justus Jonas der Ältere, nhà cải cách
- Rolf Kalmuczak, nhà văn
- August Ephraim Kramer, nhà phát minh ra máy điện báo kim
- Herbert Kranz, nhà văn
- Friedrich Christian Lesser (1692−1754), nhà thần học phú âm và nhà sử học
- Lothar de Maizière, chính trị gia, thủ tướng cuối cùng của Cộng hòa Dân chủ Đức
- Walther Hans Reinboth, họa sĩ và nhà thơ
- Jürgen Reinholz, chính trị gia, bộ trưởng bộ kinh tế, lao động và công nghệ bang Thüringer
- Barbara Rinke, nữ chính trị gia, thị trưởng thành phố từ năm 1994, chủ tịch hội các nhà thờ phú âm nước Đức từ 2003
- Rolf Schilling, nhà thơ và nhà văn
- Angela Schmid, nữ chính trị gia
- Ida Seele, Fröbelkindergärtnerin đầu tiên của thế giới
- Hans Silberborth, nhà Đức học
- Cyriacus Spangenberg, nhà thần học, mục sư và nhà cải cách
- Bernhard Ludwig Suphan, nhà nghiên cứu lịch sử văn học
- Gerhard Tänzer, nhà văn
- Oswald Teichmüller, nhà toán học
- Nyota Thun, nhà nghiên cứu văn học
- Gottlieb Gerhard Titius, luật sư
- Albert Träger, chính trị gia
- Günther Wartenberg, nhà thần học và sử gia

### Những cá nhân có quan hệ với thành phố
- Martin Luther, nhà cải cách (1483-1546)
- Moritz Ludwig Seyffert, nhà ngữ văn và nhà giáo dục (1809; 1872)
- Michael Meyenburg, thị trưởng thành phố
- Thekla Naveau, nhà giáo dục, nhà đấu tranh cho quyền của phụ nữ, nhà văn viết cho thiếu nhi
- Erika Schirmer, nhà soạn nhạc và viết lời cho ca khúc „Kleine weiße Friedenstaube"